# ديريك تار
ديريك تار (بالإنجليزية: Derek Tarr)‏ مواليد 15 سبتمبر 1959 في كيب الشرقية، جنوب أفريقيا، هو لاعب كرة مضرب جنوب أفريقي سابق وكان يلعب باليد اليسرى. أعلى تصنيف له في الفردي كان المركز الـ 87 في سنة 1983. أعلى تصنيف له في الزوجي كان المركز الـ 80 في سنة 1983.

## النهائيات

### الزوجي: (3)
| الرقم | السنة | الدورة                           | الأرضية | الشريك        | المنافس                    | النتيجة       |
| ----- | ----- | -------------------------------- | ------- | ------------- | -------------------------- | ------------- |
| 1.    | 1982  | ألمانيا الغربية                  | صلبة    | مايك غاندولفو | جيري بروشا تني سفنسون      | 6–4, 6–4      |
| 2.    | 1985  | ويست بالم بيتش، الولايات المتحدة | ترابية  | إريك فانت هوف | ليوناردو لافال خايمي يزاجا | 6–2, 6–0      |
| 3.    | 1986  | ويست بالم بيتش، الولايات المتحدة | ترابية  | جون روس       | ريكي براون تيم سيجل        | 4–6, 6–4, 6–4 |

## روابط خارجية
- ديريك تار على موقع رابطة محترفي التنس (الإنجليزية)
- ديريك تار على موقع الاتحاد الدولي لكرة المضرب (الإنجليزية)
- ديريك تار على موقع خلاصة التنس.كوم (الإنجليزية)